# Man to Man (film, 1930)
Pour les articles homonymes, voir Man to Man.
Pour plus de détails, voir Fiche technique et Distribution.
Man to Man  est un film américain réalisé par Allan Dwan et sorti en 1930. C'est un film entièrement parlant de la période pré-Code.

## Synopsis
John Martin Bolton, un coiffeur, est libéré sur parole après avoir purgé une peine pour le meurtre d'un homme qui a assassiné son frère. Son fils, Michael Bolton, qui a honte de son père, travaille dans une banque. Michael ne veut rien avoir à faire avec John, malgré le désir de John d'établir une relation. Sentant que les gens le jugent à cause de son père, Michael décide de quitter la ville avec sa petite amie, Emily. Cependant, Michael est financièrement incapable de l'épouser. L'un des collègues de Michael, Vint Glade, est également amoureux d'Emily. Glade détourne deux mille dollars du tiroir-caisse de Michael en espérant que Mike sera accusé, mettant ainsi fin à tout avenir avec Emily. Michael suppose que son père a volé l'argent alors qu'il lui rendait visite à la banque plus tôt dans la journée. Michael avoue faussement le détournement de fonds pour empêcher son père de retourner en prison. Dans le même temps, John avoue avoir volé l'argent pour éviter que Michael ne soit inculpé. Emily soupçonne Glade d'avoir volé l'argent. Les Bolton, père et fils, sont finalement réunis.

## Fiche technique
- Réalisation : Allan Dwan
- Scénario : Joseph Jackson d'après le roman Barber John's Boy de Ben Ames Williams (en) paru en 1920
- Photographie : Ira H. Morgan
- Montage : George Marks
- Musique : Erno Rapee, Louis Silvers
- Société de production : Warner Bros.
- Société de distribution : Warner Bros., Vitagraph Limited (Canada)
- Pays de production :   États-Unis
- Langue de tournage : Anglais américain
- Format : Noir et blanc 35 mm — 1,37:1 — Son : Mono (Western Electric Apparatus, Vitaphone)
- Genre : Film dramatique[1]
- Durée : 68 minutes (1 h 8)
- Date de sortie :
  - États-Unis : 6 décembre 1930

## Distribution
- Phillips Holmes : Michael Bolton
- Grant Mitchell : Barber John Martin Bolton
- Lucille Powers : Emily
- Otis Harlan : Rip Henry
- Dwight Frye : Vint Glade
- Russell Simpson : oncle Cal
- George F. Marion : Banker Jim McCord
- Robert Emmett O'Connor : le Sheriff
- John Larkin : Bildad